# Harry Harrison

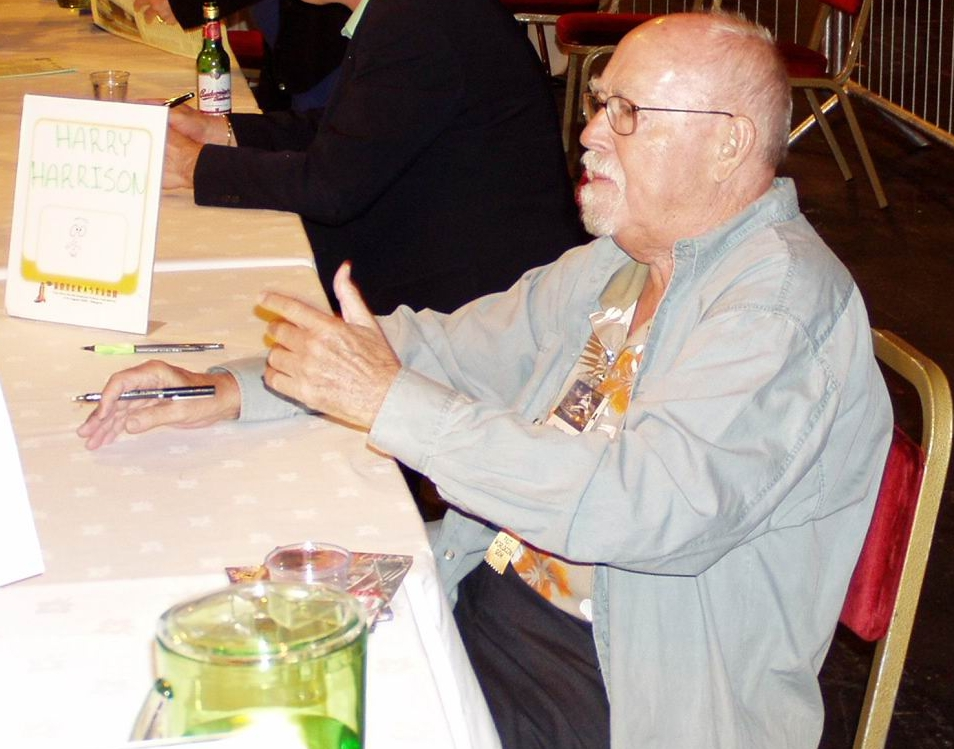
Tijdens de 63e Worldcon in Glasgow, augustus 2005

Harry Harrison (Stamford (VS), 12 maart 1925 – Crowborough (Groot-Brittannië), 15 augustus 2012) was een Amerikaans schrijver. 
Harrison schreef vooral luchtige en humoristische sciencefictionromans. Zijn Doodsstrijd-trilogie en zijn reeks romans over de Roestvrijstalen Rat zijn kenmerkend voor zijn stijl. Een enkele keer waagde hij zich aan meer serieuze thema's zoals in "Make room! Make room!" (1966), waar hij overbevolking en een tekort aan grondstoffen aankaart. De roman werd verfilmd als Soylent Green.

## Biografie
Harry Harrison werd in 1925 als Henry Maxwell Dempsey geboren in Stamford (Connecticut) in de VS. Zijn moeder was Russisch en zijn vader half Iers en half Amerikaans. Vlak na de geboorte van Harry veranderde diens vader de familienaam van Dempsey in Harrison. 
Tijdens de Tweede Wereldoorlog was Harrison gestationeerd bij het US Army Air Corps, de voorloper van de Amerikaanse luchtmacht als specialist in bommenrichtsystemen en instructeur.
Aanvankelijk was Harrison illustrator. Na zijn studie aan Hunter College begon hij zijn eigen studio en leverde illustraties aan uitgeverijen als EC Comics voor hun tijdschriften Weird Fantasy en Weird Science. Meestal gebruikte Harrison pseudoniemen als Wade Kaempfert en Philip St. John. Hij tekende ook voor andere uitgeverijen, en bedacht de SF-serie rondom het personage Rick Random. Random debuteerde in 1954 in Super Detective Library nummer 37. Harrison begon naast het tekenen ook te schrijven. In de jaren vijftig en zestig van de twintigste eeuw was hij onder andere de belangrijkste schrijver van de dagelijkse krantenstrip Flash Gordon. Tekenaar Harrison illustreerde zijn scripts ten behoeve van de tekenaar van de strip om bepaalde technische details uit te leggen. Inmiddels was Harrison ook redacteur geworden van diverse SF-tijdschriften. 
In 1960 debuteerde Harrison als SF-auteur met de roman "Deathworld". Hij zou uitgroeien tot een van de grote schrijvers in het genre. Hij was goed bevriend met een andere SF-grootheid Brian Aldiss. Samen met Aldiss streed Harrison voor een kwaliteitsverbetering van het genre. Ze stelden negen edities samen van "The Year's Best Science Fiction anthology". Harrison woonde, behalve in de Verenigde Staten, ook in verschillende andere landen; Mexico, Engeland, Ierland, Denemarken en Italië. Hij was een Esperanto-fan en schreef ook boeken in die kunst-wereldtaal. Hij woonde een belangrijk deel van zijn leven in Ierland en Engeland, waar hij een flat had in Brighton. Hij was gehuwd met Joan Merkler van 1954 tot aan haar dood aan kanker in 2002. Het echtpaar had twee kinderen, Todd en Moira. Vanaf 2010 ging zijn gezondheid achteruit, maar hij bleef schrijven, de laatste jaren aan zijn autobiografie die hij vlak voor zijn dood in augustus 2012 voltooide.

### Romans
- Deathworld (1960) (nl: Doodsstrijd op Pyrrus, 1967 M=SF nr. 5)
- The Stainless Steel Rat (1961) (nl: De rat van roestvrij staal)
- Planet of the Damned (1962) (nl: Planeet der Verdoemden)
- Vendetta for the Saint (1964) (Ghostwriter voor Leslie Charteris)
- Deathworld 2 (1964) (nl: Doodsstrijd op Appsala (1969 M=SF nr. 22)
- Plague from Space (1965)
- Bill, the Galactic Hero (1965) (nl: Bill, de held van de melkweg)
- Make Room! Make Room! (1966) (nl: 1999)
- The Technicolor Time Machine (1967) (nl: De technicolor tijdmachine)
- Deathworld 3 (1968) (nl: Doodsstrijd op Voorspoed (1972 M=SF nr. 55)
- Captive Universe (1969)
- The Daleth Effect (1970)
- The Stainless Steel Rat's Revenge (1970) (nl: De stalen rat neemt wraak)
- Spaceship Medic (1970)
- Tunnel Through the Deeps (A transatlantic tunnel, hurrah! )(1972) (nl: Hoera, een transatlantische tunnel!)
- Montezuma's Revenge (1972)
- The Stainless Steel Rat Saves the World (1972) (nl: De stalen rat redt de wereld)
- Stonehenge (1972) (met Leon Stover)
- Star Smashers of the Galaxy Rangers (1973) (nl: Sterrekralers in het heelal)
- Queen Victoria's Revenge (1974)
- The California Iceberg (1975)
- Skyfall (1976) (nl: Fatale vlucht)
- The Lifeship (1977) (met Gordon R. Dickson) (nl: Reddingsschip)
- The Stainless Steel Rat Wants you (1978)
- Homeworld (1980) (nl: Thuiswereld)
- Wheelworld (1981) (nl: Graanwereld)
- Starworld (1981) (nl: Sterrenwereld)
- Planet of No Return (1981)
- Invasion: Earth (1982)
- The Stainless Steel Rat for President (1982)
- The QEII is missing (1982)
- A Rebel in Time (1983)
- West of Eden (1984) (nl: Ten Westen van Eden (1984))
- A Stainless Steel Rat is Born (1985)
- WInter in Eden (1986) (nl: Winter in Eden (1986))
- The Stainless Steel Rat Gets Drafted (1987)
- Return to Eden (1988) (nl:Terugkeer naar Eden (1989))
- Bill, the Galactic Hero on the Planet of Robot Slaves (1989)
- Bill, the Galactic Hero on the Planet of Bottled Brains (1990) (met Robert Sheckley)
- Bill, the Galactic Hero on the Planet of Tasteless Pleasure (1991) (met David Bischoff)
- Bill, the Galactic Hero on the Planet of Zombie Vampires (1991) (met Jack Haldeman II
- Bill, the Galactic Hero on the Planet of Ten Thousand Bars (1991) (met David Bisschoff)
- Bill, the Galactic Hero: The Final Incoherent Adventure (1991) (met David Harris)
- The Turing Option (1992) (met Marvin Minsky)
- The Hammer and the Cross (1993) (met John Holm)
- The Stainless Steel Rat Sings the Blues (1994)
- One King's Way (1994) (met John Holm)
- The Stainless Steel Rat Goes to Hell (1996)
- King and Emperor (1997) met John Holm
- Stars and Stripes Forever (1998)
- Return to Deathworld (1998) (met Ant Skaladis)
- Deathworld vs. Filibusters (1998) (met Ant Skaladis)
- The Creatures from Hell (1999) (met Ant Skalandis)
- The Stainless Steel Rat Joins the Circus (1999)
- Stars and Stripes in Peril (2000)
- Deathworld 7 (2001) (met Mikhail Ahmanov)
- Stars and Stripes Triumphant (2002)
- The Stainless Steel Rat Returns (2010)

### Gebundelde korte verhalen
- Two Tales and Eight Tomorrows (1965)
- War with the Robots (1967) (nl: Oorlog met de robots)
- Prime Number (1970)
- One Step from Earth (1970) (nl: Vertrek van aankomst)
- The Best of Harry Harrison (1976)
- Stainless Steel Visions (1992)
- Galactic Dreams (1994)
- 50 In 50 (2001)

### Non-fictie
- Great Balls of Fire: A History of Sex in Science Fiction Illustration (1977)(nl: Ballen van vuur)
- Mechanismo (1977) (nl: Mechanismo)
- Spacecraft in Fact and Fiction (1979)

### Speciale uittgave
Planet Story (1978) (nl: De reis van de Grospo)